# Small World
Small World — настільна гра, розроблена Філіппом Кейертсом, ілюстрована Мігелем Коїмброю та Сіріллом Дожаном, і видана Days of Wonder у 2009 році. Гра є переробкою попередньої гри Кейертса 1999 року Vinci. «Small World» отримала кілька нагород, зокрема звання Гри року від журналу Games у 2010 році.

## Ігровий процес
Гравці починають гру, обираючи одну з кількох доступних фентезійних рас, які створюються випадково. Кожна раса визначається двома плитками: одна вказує назву раси (наприклад, «Ельфи»), інша — прикметник (наприклад, «Летючі»), що додає спеціальну здатність або можливість для нарахування очок. На плитках також зазначено, скільки жетонів раси гравець може взяти.
Гравець використовує жетони раси для захоплення територій на одній із чотирьох мап, вибір якої залежить від кількості гравців (2, 3, 4 або 5). Для захоплення території гравець повинен розмістити певну кількість жетонів, залежно від розташування території, кількості жетонів захисту та спеціальних здібностей раси. Якщо жетонів достатньо, захоплення гарантоване; якщо ні — хід неможливий. У разі захоплення території з ворожими жетонами один із них видаляється з гри, а решта повертається власнику для перерозподілу на його інших територіях. Наприкінці ходу гравець отримує очки за кількість контрольованих територій, а деякі расові здібності додають бонуси.
Більшість захоплень територій не залежить від кубиків, але гравець, у якого наприкінці ходу залишилося недостатньо жетонів для захоплення, може спробувати це зробити за допомогою спеціального кубика підкріплення. Після розміщення всіх жетонів у цільовій території гравець кидає шестигранний кубик, який додає від 0 до 3 одиниць до сили захоплення. Якщо цього все одно недостатньо, жетони повертаються на інші території гравця, і його хід завершується без можливості захоплення іншої території.
Оскільки кількість жетонів раси (зазвичай) фіксована і зменшується при захопленні територій іншими, раса зрештою досягає максимуму підтримуваних територій. Тоді гравець може оголосити її занепад, обравши нову расу для гри, при цьому жетони старої раси залишаються на місці, не рухаються, але продовжують приносити очки, доки їхні території не будуть захоплені.
Гра триває до завершення певної кількості ходів, після чого перемагає гравець із найбільшою кількістю очок.

## Історія
Філіпп Кеяртс створив «Small World» на основі своєї попередньої гри Vinci. У новій грі з’явилися нова тема, кубики та окремі набори рас і здібностей. Days of Wonder анонсували гру, випускаючи по одному зображенню раси щодня з 12 по 19 січня 2009 року, а додаткові анонси з’явилися 19 і 26 січня. Гра вийшла в березні 2009 року англійською, німецькою та французькою, а в червні 2009 року — нідерландською, іспанською та японською. «Small World» також доступна на iOS для iPad та Android. 

## Комп’ютерні версії

### Small World для iPad
У 2010 році Days of Wonder випустили цифрову версію базової гри для двох гравців із сенсорним керуванням. Це була їхня перша адаптація настільної гри для планшетів і перша сучасна настільна гра, адаптована для iOS.

### Small World 2
Days of Wonder також випустили оновлення гри під назвою Small World 2 за підтримки краудфандингу для Microsoft Windows, Apple OS X, Linux, Android та iOS. Оновлення включали гру для п’яти гравців, нові режими гри та розширену підтримку платформ. Додаткові доповнення з новими расами та здібностями доступні як платні покращення.

## Доповнення
«Small World» має кілька доповнень. Деякі додають нові раси та здібності (Cursed!, Grand Dames of Small World, Be Not Afraid...), Royal Bonus спочатку був доступний лише для спонсорів цифрової версії на Kickstarter, але тепер доступний усім. Інші доповнення додають нові механіки або елементи гри (Leaders of Small World, Necromancer Island, Tales and Legends). Окреме доповнення Small World Underground представляє нові мапи з різними типами регіонів і правилами, включаючи Праведні Реліквії та Популярні Місця, що дають бонуси гравцеві, який їх контролює, а також нові раси та здібності. До складу Small World Realms входять гексагональні фігури, що дозволяють гравцям створювати власні ігрові поля, а також жетони тунелів, які використовуються для з'єднання оригінальних карт Small World з картами Small World Underground (спочатку випускалися окремо). Останнє доповнення включає мапу для 6 гравців із оригінальним «Малим світом» на одній стороні та Underground на іншій, а також правила для командної гри та нові Праведні Реліквії й Популярні Місця для командного формату.
Small World Designer Edition — спеціальна версія з жетонами на дерев’яних блоках, олов’яними мініатюрами для елементів ландшафту та всіма офіційними доповненнями — спочатку була доступна для спонсорів другої цифрової версії на Kickstarter, а згодом стала доступною для всіх.

## Сприйняття
Гра отримала переважно позитивні відгуки. Broken Meeple назвав її «солідною та привабливою для шанувальників фентезі». RPG.NET похвалив гру, назвавши її «однією з найкращих воєнних ігор у 90-хвилинному форматі». Board Games Land описав її як «одну з найкращих фентезійних настільних ігор, яку можна зіграти за півтори години». Board Game Resource зазначив, що гра пропонує «здорову дозу веселої настільної дії».
У рецензії для Black Gate Ендрю Ціммерман Джонс сказав, що «всі ми насолоджуємося Small World, і вона швидко стала однією з наших улюблених сімейних настільних ігор. Початкове налаштування займає багато часу під час першого знайомства, але воно того варте».

## Нагороди
- 2009: Meeples' Choice Award[10], Tric Trac d'Or[11]
- 2010: Games Game of the Year[1], As d'Or Jury Prize[12], JoTa Best Wargame Critic Award, Guldbrikken Special Jury Prize[13]
- 2011: Ludoteca Ideale Official Selection
- 2013: Gra Roku Game of the Year[14]